# علي الرضا الحسيني
علي الرضا الحسيني (1351 هـ - 1445 هـ / 1932 - 2023م)، حقوقي سوري، بحَّاثة محقق، وكاتب شاعر، مالكي المذهب. والده العلامة الشيخ زين العابدين التونسي، وعمُّه العلامة شيخ الأزهر محمد الخضر حسين، وعمُّه الآخر العلامة اللغوي الشيخ محمد المكي بن الحسين، وكان له اهتمام خاص بجمع آثارهم العلمية والأدبية، وتحقيقها والعناية بها ونشرها.

## اسمه ونسبه

الشيخ زين العابدين التونسي وعن يمينه ابنه موسى الكاظم، وعن يساره علي الرضا، وفي الأمام من اليمين: عبد الرحمن وحسين وأحمد

هو أبو ماهر، علي الرضا بن زين العابدين، بن الحسين، بن علي، بن أحمد، بن عمر، بن أحمد، بن علي، بن عثمان... وينتهي نسبُه إلى عيسى بن إدريس الأصغر، بن إدريس الأكبر، بن عبد الله الكامل، بن الحسن المثنَّى، بن الحسن السِّبط، بن علي بن أبي طالب أمير المؤمنين.
ولقب أسرتهم هو (الحسيني) كما كان في تونس، ولكن حين هاجر أبوه زين العابدين إلى الشام عام 1912م واستقرَّ بدمشق، اشتَهر بلقب (التونسي) نسبةً إلى موطن ولادته. وللاختلاف الحاصل في اللقب بين السجلَّات الرسمية في تونس والسجلَّات الرسمية في دمشق، حصل علي الرضا على حُكم قضائي بدمشق، بتبديل لقبه من (التونسي) إلى (الحسيني)، وذلك بعد وفاة أبيه. ولذلك كان يُثبت اسمه على أغلفة الكتب القديمة: علي الرضا التونسي، ثم صار يثبته: علي الرضا الحسيني.

## ولادته وتحصيله
وُلد علي الرضا في حيِّ المَيدان بدمشق بتاريخ 19 رجب 1351هـ الموافق 17 نوفمبر (تشرين الثاني) 1932م، لأسرة من أصول تونسية من مدينة نفطة، وترجع جذورُ أسرتهم إلى الجزائر مدينة طولْقة في ولاية بسكرة. ونشأ في رعاية أبيه الفقيه اللغوي الشيخ زين العابدين التونسي، في حيِّ الميدان مدخل الحقلة، وأمِّه السيدة أمينة بنت عبد القادر الحمَوي، الدمشقية.
وله خمسة إخوة هم: المربي موسى الكاظم (نقيب المعلِّمين في سورية)، والضابط العميد أحمد، والتاجر عبد الرحمن، والتاجر حسين، وأختهم نفيسة زوجة خليل محجوب.
تلقَّى علي الرضا تعليمه في طفولته في كُتَّاب الشيخ سليم اللبَني شيخ القرَّاء في حي المَيدان، ودرس المرحلة الابتدائية في مدرسة خالد بن الوليد القريبة من دار أبيه، ثم تابع دراسته الثانوية في مدرسة التجهيز الثانية (ثانوية أسعد عبد الله) في حي الحلبوني، وحصل منها على شهادة الدراسة الثانوية الفرع الأدبي.
ثم التحق بكلية الحقوق في الجامعة السورية (جامعة دمشق اليوم)، وحصل منها على الإجازة (بكالوريس) عام 1384هـ/ 1964م برتبة جيد.

## عمله ونشاطه
انتسب إلى نقابة المحامين في دمشق، وعمل في مهنة المحاماة منذ عام 1385هـ/ 1965م، وطلب إحالته على التقاعد عام 2002م؛ ليتفرغ للبحث العلمي والكتابة الأدبية. وعمل مدرِّسًا في مدينة الرياض عامًا واحدًا.
وشارك في مؤتمرات علمية وحقوقية في عدد من البلدان العربية، منها: مؤتمر المحامين في دمشق، وفي المغرب، وتونس، والكويت. وشارك في ملتقى الإمام محمد الخضر حسين في مدينة بسكرة في الجزائر، عام 2007م، وندوة الإمام محمد الخضر حسين وإصلاح المجتمع الإسلامي، في نفطة بتونس، عام 2009م.
نشر في الصحف والمجلات السورية والتونسية الكثير من البحوث والمقالات، وحاضر في مراكزَ علمية بدمشق. وكان كثيرَ الأسفار والرحلات، زار فيها أكثر بلاد العرب وأوربا؛ للسياحة وللاطلاع على المكتبات فيها، وحجَّ إلى بيت الله الحرام عدَّة مرَّات.
شجَّعه والدُه مذ كان في الخامسة عشرة من عمره على نظم الشعر، وإلقائه في المناسبات التي يجتمع فيها العلماءُ في دار أبيه في حي المَيدان. فغدا أديبًا ينظم الشعر ويكتب القصةَ والمسرحية. وصدر له 11 ديوانًا، جمعها في 3 مجلدات بعنوان الأعمال الشعرية الكاملة.
وله عنايةٌ كبيرة بإخراج تراث أسرته العلمي؛ فجمع آثارهم العلمية والأدبية من كتب ودراسات ومقالات وصور ووثائق؛ وهي آثار عمِّه الإمام شيخ الأزهر محمد الخَضِر حسين، وعمِّه اللغوي الشيخ محمد المكي بن الحسين، وأبيه الشيخ زين العابدين بن الحسين التونسي، وخال والده العلامة محمد المكي بن عزُّوز، وغيرهم من العلماء الأقارب والأعلام الأفاضل، إضافة إلى مؤلفاته الخاصة. فنشر بذلك عشَرات المجلدات محققة مصححة.
وهو متزوِّج فاطمة الجَزايرلي، وله من الأولاد: بثينة، والدكتور ماهر، والمهندس تميم، والمحامي طارق.

## كتبه وآثاره

غلاف كتاب الخيال في الشعر العربي، للشيخ محمد الخضر حسين، بعناية ابن أخيه علي الرضا، ويظهر بوضوح إثبات نسبته في الطبعة القديمة (التونسي) وفي الطبعة الحديثة (الحسيني).

### مؤلفاته
1. من أوراق ومذكرات الإمام محمد الخضر حسين
2. من مكة المكرمة إلى المدينة المنورة
3. قلب شاعر - شعر
4. تونسيات - شعر
5. أناشيد الطفولة - شعر للأطفال
6. سيدي الوالد زين العابدين بن الحسين التونسي
7. رسائل إلى ولدي ماهر
8. زاوية علي بن عمر (طولقة ـ الجزائر)
9. زاوية مصطفى بن عزوز (نفطة - تونس)
10. محمد المكي بن الحسين حياته وشعره
11. الإنسان البشع - مسرحيات قصيرة
12. الدكتور صباح خانم - مجموعة قصص هزلية
13. الملك التعيس ـ مسرحية شعرية
14. محمد المكي بن عزوز حياته وشعره
15. صالح بن الفضيل التونسي حياته وآثاره
16. ذكريات في المحاماة
17. جبهة الدفاع عن إفريقية الشمالية
18. من أقوال الإمام محمد الخضر حسين
19. الإمام محمد الخضر حسين بأقلام نخبة من أهل الفكر
20. الطريق إلى القمة - قصة عن ثورة الجزائر
21. الأعمال الشعرية الكاملة، في 3 مجلدات
22. أعلام المهاجرين التونسيين.[9]

### تحقيقاته
(ما جمعه وحققه وضبطه وعلق عليه)

#### الأعمال الكاملة للإمام محمد الخضر حسين (عمه)
1. أسرار التنزيل
2. بلاغة القرآن
3. محمد رسول الله وخاتم النبيين
4. رسائل الإصلاح

علي الرضا الحسيني في شبابه مع الدكتور طه حسين

5. الشريعة الإسلامية صالحة لكل زمان ومكان
6. محاضرات إسلامية
7. الهداية الإسلامية
8. القاديانية والبهائية
9. دراسات في الشريعة الإسلامية
10. مجلة السعادة العظمى
11. هدى ونور
12. الرحلات
13. الدعوة إلى الإصلاح
14. تراجم الرجال
15. تونس وجامع الزيتونة
16. دراسات في العربية وتاريخها
17. دراسات في اللغة
18. نقض كتاب في الشعر الجاهلي
19. نظرات في الإسلام وأصول الحكم
20. الخيال في الشعر العربي
21. نقض كتاب الإسلام وأصول الحكم
22. أحاديث في رحاب الأزهر
23. خواطر الحياة «ديوان شعر»[10]
24. شرح القصائد العشر، للخطيب التِّبْريزي

#### الأعمال الكاملة للعلامة اللغوي محمد المكي بن الحسين (عمه)
1. عادات عربية
2. نوادر في اللغة
3. نوادر في الأدب
4. أسماء لغوية
5. أمثال عربية
6. حكم وأخلاق عربية
7. كلمات للاستعمال[11]

#### الأعمال الكاملة للعلامةزين العابدين بن الحسين التونسي(والده)
1. المعجم المدرسي
2. المعجم في النحو والصرف
3. دروس الوعظ والإرشاد
4. المعجم في القرآن
5. الأربعون المَيدانية
6. القرآن القانون الإلهي
7. الدين والقرآن
8. الطرف
9. آداب المؤمن
10. المرشد: الدين الإسلامي
11. أحاديث رمضان
12. الإملاء العربي
13. ذكرى المولد النبوي.[12]

#### الأعمال الكاملة للعلامة الشيخ محمد بن يوسف التونسي الشهير بالكافي
1. إحقاق الحق
2. الحصن والجنة
3. التوضيحات الكافية
4. نصرة الفقيه
5. هبة المالك
6. النور المبين على المرشد المعين
7. مِنحة رب العالمين
8. إحكام الأحكام على تحفة الحُكَّام
9. إيقاظ الوسنان
10. البيانات الكافية
11. السيف اليماني
12. المسائل الكافية
13. البيان للمراد من التغني بالقرآن
14. الشذرات الذهبية
15. الفصول الكافية
16. التوسلات الكافية
17. مجموعة رسائل وفتاوى[13]

#### رسائل العلامة محمد المكِّي بن عزوز (خال أبيه)
1. رسائل ابن عزوز.[12]

#### المنظومات والأدعية للعلامة أحمد الأمين بن عزوز
1. منظومات ابن عزوز.[12]

## من شعره
كان الأستاذ شاعرًا مرهفَ الحسِّ، حاضرَ البديهة الشعرية، وله في الزهد والورع الكثير من القصائد والمقطَّعات اللطيفة المؤثِّرة..
ومن شعره الذي قرنه بصورته، أبياتٌ قال فيها:
وكان نشر صورته عند قبره الذي هيَّأه ليُدفنَ فيه بعد موته، وأرفق الصورة بقوله:

## تكريمه
- كرَّمه الرئيس التونسي زين العابدين بن علي بوسام الجمهورية التونسية لخدمة التراث، في حفل عام بقصر قرطاج، عام 1996م.[8]

## وفاته
توفي في دمشق مساء يوم السبت 17 جمادى الآخرة 1445 هـ الموافق 30 ديسمبر ( 2023م وصُلي عليه عقب صلاة العصر من يوم الأحد 18 جُمادى الآخرة 1445هـ الموافق 31 ديسمبر 2023م، في مسجد زين العابدين التونسي بحي المَيدان، ودُفن في مقبرة الباب الصغير (مدافن آل البيت).

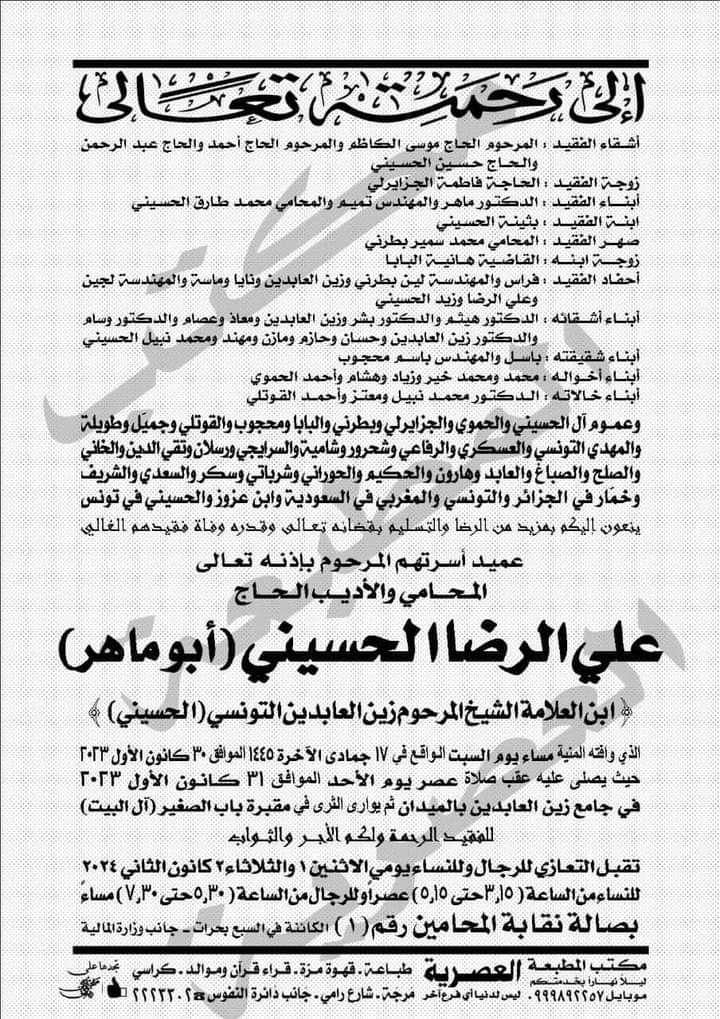
ورقة نعي علي الرضا الحسيني
علي الرضا الحسيني عند قبره الذي هيأه في حياته ليُدفنَ فيه بعد موته

## وصلات خارجية
- ديوان علي الرضا الحسيني - برنامج الخزانة - تقديم: عبد الله البَطاطي